# Judy Biggert

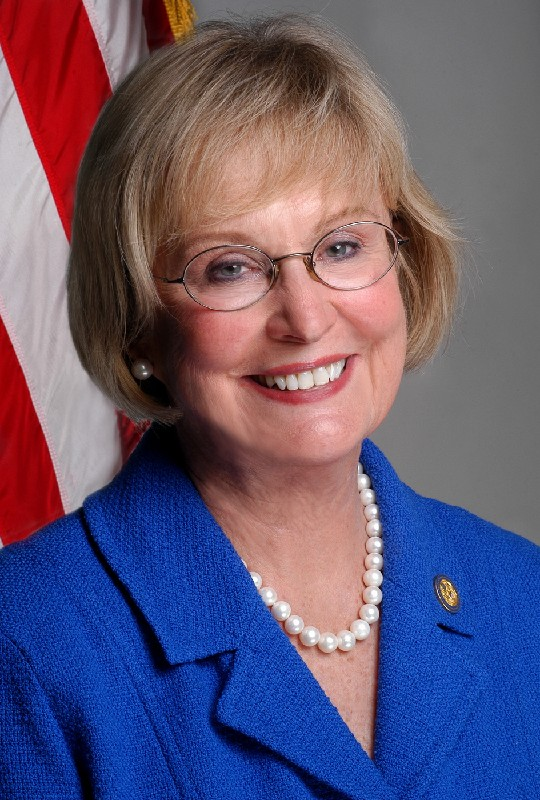
Judy Biggert

Judith Borg Biggert (* 15. August 1937 in Chicago, Illinois) ist eine US-amerikanische Politikerin der Republikanischen Partei. Von 1999 bis 2013 gehörte sie dem Repräsentantenhaus der Vereinigten Staaten an.

## Werdegang
Judith Gail Borg, so ihr Geburtsname, besuchte die New Trier High School in Winnetka und studierte bis 1959 an der Stanford University in Kalifornien. Daran schloss sich bis 1963 ein Jurastudium an der Northwestern University in Evanston an. In den Jahren 1963 und 1964 arbeitete sie für den Bundesrichter Luther Merritt Swygert.
Zwischen 1983 und 1986 leitete Biggert den Bildungsausschuss der High School in Hinsdale, dem sie bereits seit 1978 als Mitglied angehörte. Zwischen 1993 und 1998 saß sie als Abgeordnete im Repräsentantenhaus von Illinois.
Bei der Wahl 1998 wurde Biggert im 13. Kongresswahlbezirk von Illinois in das US-Repräsentantenhaus in Washington, D.C. gewählt, wo sie am 3. Januar 1999 die Nachfolge von Harris W. Fawell antrat. Nach sechs Wiederwahlen konnte sie ihr Mandat im Kongress bis zum 3. Januar 2013 ausüben. Bei der Wahl 2012 war sie dem Demokraten Bill Foster mit 42 zu 58 Prozent der Stimmen unterlegen. 
Biggert war zuletzt Mitglied im Ausschuss für Bildung und Arbeit, im Finanzausschuss und im Ausschuss für Wissenschaft, Raumfahrt und Technologie sowie in insgesamt sechs Unterausschüssen. Sie war Mitvorsitzende des Caucus on Women’s Issues und gehörte innerparteilich der moderaten Republican Main Street Partnership an.
Judy Biggert ist verheiratet und hat vier Kinder. Die Familie lebt privat in Hinsdale.